# Centrální krystalické Alpy
Centrální krystalické Alpy, také Centrální Východní Alpy (německy  Zentrale Ostalpen, italsky  Alpi Centro-orientali) tvoří řada horských pásem ve středních Východních Alpách. Leží na území především Rakouska, dále Švýcarska, Itálie, Lichtenštejnska a Slovinska. Jedná se o nejvyšší část Východních Alp složenou z krystalických hornin.

## Geografie
Pro pohoří jsou charakteristické ostré skalnaté hřebeny, štíty se strmými skalními stěnami, kary, jezera a hluboká trogová údolí. Na západě začínají zaledněnými vrcholky pohoří Bernina a Silvretta. Směrem na východ pokračují rovněž vysokými Ötzalskými Alpami na něž navazují Stubaiské Alpy. Následují Zillertalské Alpy a nejvýchodněji zaledněná část celého systému Vysoké Taury. Na sever od Vysokých Taur leží Kitzbühelské Alpy. Dále na východ pak následují Nízké Taury, Lavanttalské Alpy a charakterem již jen středohorské Hory východně od řeky Mury.

## Geologie
Centrální krystalické Alpy jsou tvořeny především rulami, svory, žulami a jinými krystalickými břidlicemi.

## Členění

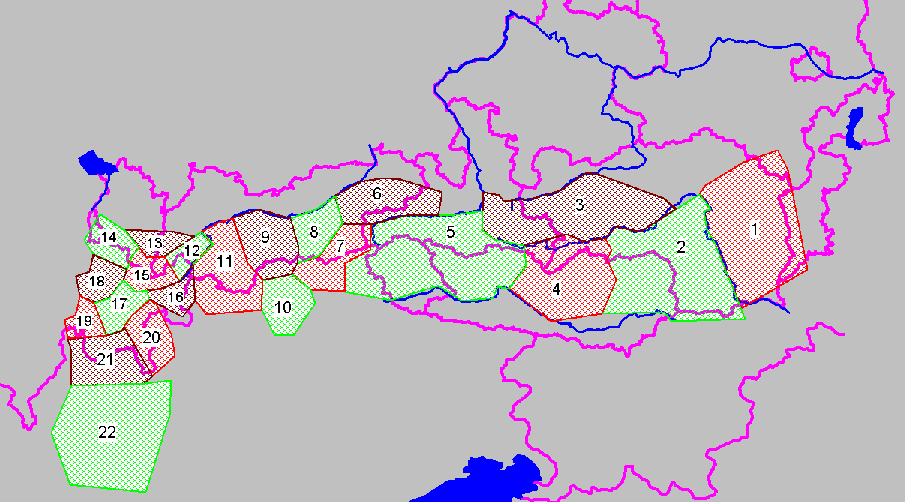
Centrální krystalické Alpy

- Bernina (21)
- Livigno (20)
- Platta (19)
- Plessurské Alpy (18)
- Albula (17)
- Sesvenna (16)
- Silvretta (15)
- Rätikon (14)
- Verwallské Alpy (13)
- Samnaunské Alpy (12)
- Ötztalské Alpy (11)
- Sarntalské Alpy (10)
- Stubaiské Alpy (9)
- Tuxské Alpy (8)
- Zillertalské Alpy (7)
- Kitzbühelské Alpy (6)
- Vysoké Taury (5)
- Gurktalské Alpy (4)
- Nízké Taury (3)
- Lavanttalské Alpy (2)
- Hory východně od řeky Mury (1)